# Alaior
Alaior är en kommun i Spanien. Den ligger i den autonoma regionen Balearerna i östra delen av landet. Antalet invånare är 10 042 (2024).  Arean är 109,86 kvadratkilometer. Alaior ligger på ön Menorca. Alaior gränsar till Es Mercadal, Es Migjorn Gran och Mahón. 